# Schiff & Hafen
Schiff & Hafen ist eine internationale Fachzeitschrift für Schifffahrt und maritime Technik, die seit 1949 zunächst vom Seehafen Verlag und ab den achtziger Jahren von der DVV Media Group in Hamburg publiziert wird.
Nachdem die 1900 gegründete Zeitschrift Schiffbau und die 1920 gegründete Zeitschrift Werft – Reederei – Hafen beide zum Ende des Zweiten Weltkriegs eingestellt worden waren, gründeten deren ehemalige Herausgeber und Leiter 1949 die Schiff & Hafen als Fortsetzung.

## Inhalte
Die Zeitschrift informiert unter anderem über Themen aus den Bereichen Schifffahrt, Schiffbau und Schiffbauindustrie, Schiffsführung, Schiffsfinanzierung, Hafenbau und Meerestechnik. Ergänzt werden die Ausgaben durch Berichte wichtiger maritimer Ereignisse wie Kongresse, Messen und Firmenjubiläen.
Seit Januar 2007 erscheint Schiff & Hafen in einem neuen Layout.

### Fachorgan
Schiff & Hafen ist zugleich das offizielle Fachorgan des Verbandes Deutscher Kapitäne und Schiffsoffiziere e. V. (VDKS), der Schiffbautechnischen Gesellschaft e. V. (STG) und der Gesellschaft für Maritime Technik (GMT) sowie darüber hinaus Fachforum für den Verband für Schiffbau und Meerestechnik e. V. (VSM), den Verband Deutscher Maschinen- und Anlagenbau e. V. (VDMA), die Arbeitsgemeinschaft Schiffbau- und Offshore-Zulieferindustrie und den Germanischen Lloyd (GL).